# Dineulophus
Dineulophus is een geslacht van vliesvleugeligen uit de familie Eulophidae. De wetenschappelijke naam van dit geslacht is voor het eerst geldig gepubliceerd in 1985 door De Santis.

## Soorten
Het geslacht Dineulophus omvat de volgende soorten:
- Dineulophus clavicornis De Santis, 1985
- Dineulophus phthorimaeae De Santis, 1985